# Elisabeth Gerter
Elisabeth Gerter (Pseudonym für Elisabeth Aegerter; * 15. Juni 1895 in Gossau/Kanton St. Gallen als Elisabeth Hartmann; † 28. August 1955 in Riehen/Kanton Basel-Stadt) war eine Schweizer Schriftstellerin.

## Leben
Elisabeth Hartmann war die Tochter eines Briefträgers und wuchs als siebtes von zehn Geschwistern auf. Nach dem Besuch der Schule war sie 1913 ein Jahr lang als Haushaltshilfe und Kindermädchen in einem Mailänder Haushalt tätig. Von 1914 bis 1918 absolvierte sie beim Roten Kreuz in Zürich eine Ausbildung zur Krankenschwester; anschliessend war sie als Privatpflegerin an verschiedenen Orten in der Schweiz und im Ausland tätig. 1921 heiratete sie den Uhrmacher Karl August Müller, mit dem sie u. a. in Biel, Brüssel und Basel lebte. Zeitweise übte sie Hilfsarbeiten in der Uhrenindustrie aus.

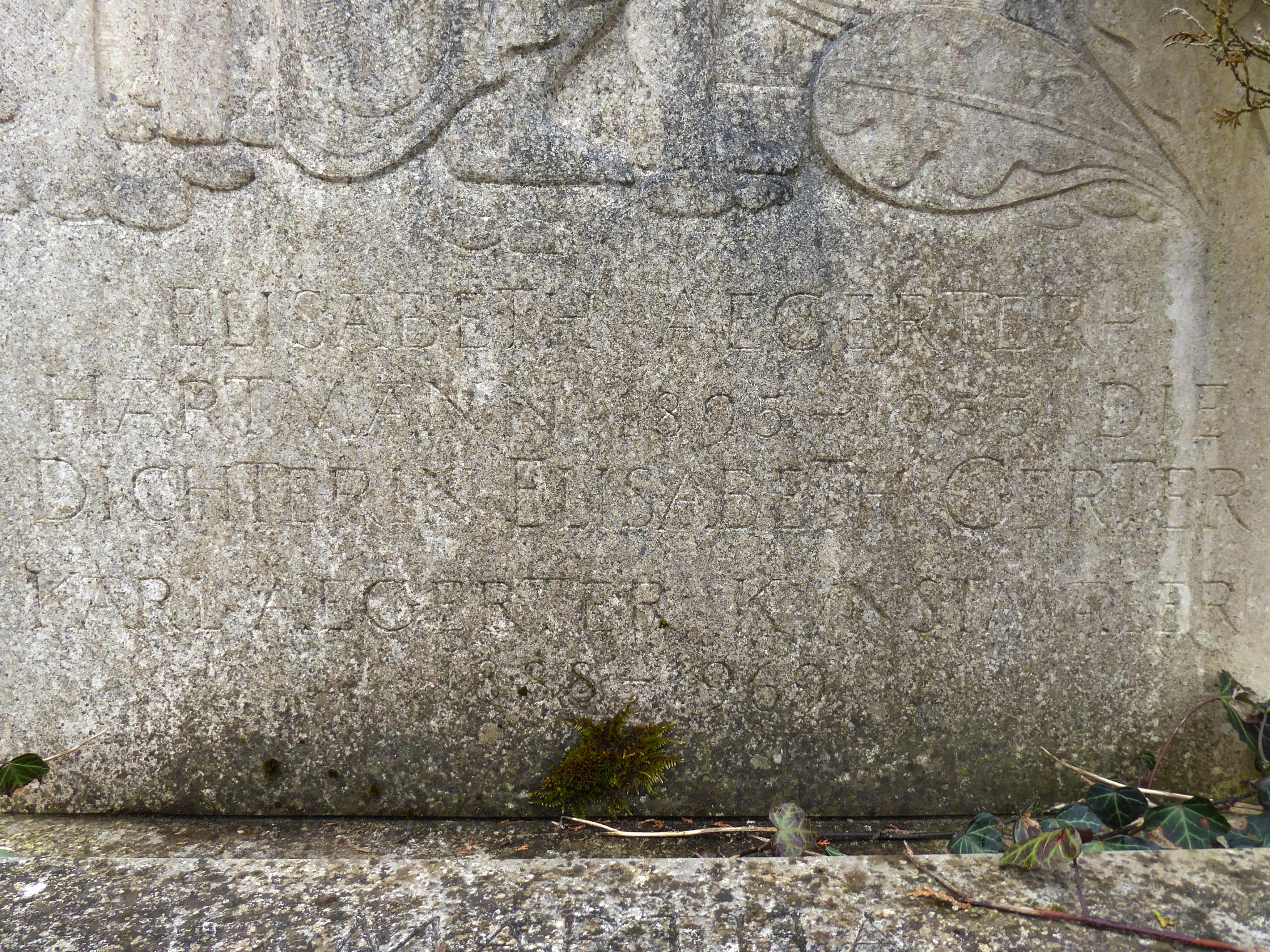
Grab auf dem Friedhof am Hörnli

Nach der Scheidung ihrer ersten Ehe im Jahre 1930 heiratete sie 1932 Karl Aegerter. Sie trat der Kommunistischen Partei bei und engagierte sich in der Gewerkschaftsarbeit; später wechselten sie und ihr Mann zur Sozialdemokratischen Partei. Nachdem sie bis 1934 bereits gelegentliche journalistische Arbeiten verfasst hatte, regte Karl Aegerter seine Frau zum Verfassen ihres ersten Romans an, der unter dem Pseudonym «Elisabeth Gerter» erschien und in dem die Autorin ihre Erfahrungen als Krankenschwester und Pflegerin verarbeitete. Bereits für ihr zweites erzählerisches Werk, den sozialkritischen Industrieroman Die Sticker, fand sich kein Schweizer Verlag mehr, so dass es, wie auch die folgenden Werke Gerters, im Selbstverlag des Ehepaars (unter dem fingierten Namen «Rengger-Verlag») erschien.
Nach 1945 war Elisabeth Gerter verstärkt journalistisch tätig; sie engagierte sich auch in der Schweizer Frauenstimmrechtsbewegung und im Schweizerischen Schriftsteller-Verein. Sie verstarb nach längerem Leiden an einem Hirntumor. Ihre letzte Ruhestätte fand sie auf dem Friedhof am Hörnli.
Elisabeth Gerter verfasste Romane, Erzählungen und Hörspiele. Nach ihrem Tod geriet sie weitgehend in Vergessenheit, gilt jedoch heute als bedeutende sozialkritische und feministische Autorin der Schweizer Literatur der ersten Hälfte des zwanzigsten Jahrhunderts.

## Werke
- Schwester Lisa. Irrweg einer Frau. Büchergilde Gutenberg, Zürich 1934
  - Neuausgabe: Unionsverlag, Zürich 2004, ISBN 3-293-00334-6
- Die Sticker. Roman. Rengger, Aarau 1938
  - Neuausgabe: Unionsverlag, Zürich 2003, ISBN 3-293-00313-3
- Der fremde Klang. Roman. Rengger, Aarau 1944 (erweiterte Zweitfassung von Schwester Lisa)
- Das silberne Tor. Novelle. Büchergilde Gutenberg, Zürich 1945
- Die große Frage. Novellen. Rengger, Aarau 1953
- Denn sie wissen vom Licht. Roman. Rengger, Aarau 1955
- Leonie, das letzte Grubenpferd. Erzählung aus einem belgischen Kohlenbergwerk. SJW (Band 515), Zürich 1955
- Die Segnung. Gedichte, Aphorismen. Rengger, Aarau 1955
- Diina. Tiergeschichten. Rengger, Aarau 1957
- Die Schicksalstür. Novellen. Rengger, Aarau 1957
- Der Kreis der äußern und der innern Dinge. Roman. Rengger, Aarau 1962
- Die goldene Lüge. Erzählungen. Unionsverlag, Zürich 1981